# Guguak Malalo
Guguak Malalo is een bestuurslaag in het regentschap Tanah Datar van de provincie West-Sumatra, Indonesië. Guguak Malalo telt 4179 inwoners (volkstelling 2010).